# Blanka Pikler
Blanka Pikler (25 de marzo de 1883 – 11 de abril de 1957) fue una activista y bibliotecaria húngara. 

## Biografía
Pikler nació en Budapest en 1883 en una familia de clase media. Su padre había estudiado medicina pero no se cualificó, así que abrió un café. Blanka fue enviada a un colegio privado donde se interesó por la música y las matemáticas.
En 1908 comenzó a trabajar en la Biblioteca metropolitana Ervin Szabó, donde entró a formar parte del círculo de confianza de Ervin Szabó. En 1911 ya lideraba el departamento de catalogación. En 1919 la Universidad de Budapest decidió librarse de los comunistas, pero esto se convirtió en una purga de judíos. Pikler fue arrestada y retenida durante dos semanas pese a que sus amigos hicieron notar que a ella no le gustaban el Comunismo ni los comunistas. No la pegaron, pero fue despedida.
En 1925 fue coautora de un libro que estableció un índice de todos los libros en húngaro. Publicó una gran cantidad de libros, incluyendo sus catálogos y una historia de la biblioteca de Budapest. Falleció en abril de 1957.